# Казка про Афтаба
Казка про Афтаба (азербайджанська: Aftabın nağılı) — азербайджанська казка про дівчину, яка виходить заміж за чоловіка під зміїною шкірою, розкриває таємницю його особистості та змушена шукати його, зрештою знаходячи його в домі його матері, де вона змушена виконувати для неї важкі завдання.
Казка пов'язана з міжнародним циклом «Тварина як наречений» або «Пошук загубленого чоловіка», оскільки героїня виходить заміж за надприродного чоловіка у формі тварини, втрачає його та мусить його шукати. Він також класифікується в міжнародному індексі Аарне-Томпсона-Утера як казка типу 425B, «Син відьми», таким чином віддалено пов'язана з греко-римським міфом про Амура та Психею.

## Зміст
Брат та його сестра на ім'я Пері живуть разом, із ним полюють, поки вона залишається вдома. Одного разу він полює на якусь гру і готує своє серце, коли з'являється змія, котується навколо серця і вимагає від сестри чоловіка Пин, як його наречену, щоб змія не вбивав його. Змія наголошує на правді своєї загрози, навіть якщо молодь ховається в глибині землі або вгору в небі. Він повертається додому і пояснює ситуацію Перi, який вирішує піти зі змією. Брат Перi доставляє її до змії весною. Через десять днів молодь відвідує свою сестру біля фонтану і входить у замок Змії. Перi вітає його і каже, що Афтаб — це людина під зміїною шкірою, тому її брат запитує її, як вони можуть знищити його зміїну шкіру. Він закликає до інших братів і сестер, і вони готують тандур до спалювання тваринного маскування, але Афтаб з'являється і попереджає їх не робити цього, оскільки вона пошкодує про це. Афтаб залишає на місяць, а родина Перi спалює зміїну шкіру в тандурі. Афтаб виявляє вчинок і наказує дружині, кажучи, що вона знайде його лише знову, одягнувши залізні черевики та гуляючи із залізним скіпетр..
Пері слідує за своїм чоловіком у залізному одязі та блукає світом, поки не досягає джерела, де служниця бере воду. Служниця пояснює, що вона несе воду Афтабу, оскільки він закохався в людину, і тепер його тіло горить після того, як вони спалили його зміїну шкіру. Пері кидає свій перстень у глечик, який служниця приносить Афтабу. Афтаб йде пити воду і знаходить перстень, а потім запитує свою матір, якщо людина прийде до їхнього дому, чи з'їсть вона їх? Його мати обіцяє не робити цього, і Афтаб наказує служниці привести людину до джерела. Так стається, і Афтаб впізнає свою людську дружину Пері. Незважаючи на те, що його мати обіцяє не завдавати їй шкоди, вона вигадує способи вбити дівчину: спочатку вона дає Пері ножиці, які не ріжуть, і наказує доставити їх з гори. Афтаб перехоплює свою дружину і каже їй кинути туди ножиці, принести одяг і кинутися назад на гору. Пері виконує вказівки, викрадає одяг і піднімається на гору, а якісь голоси повторюють їй погрози. Мати Афтаба підозрює, що це завдання виконала не Пері, а її син, і дає їй сокиру з наказом піти в ліс і привезти назад сорок верблюдів дров. Афтаб каже Пері піти в ліс і крикнути, що Афтаб одружується, і йому потрібно сорок вантажів дров у верблюдах. Пері виконує вказівки, і сорок верблюдів приходять із лісу, несучи на своїх спинах оберемки дров.
По-третє, мати Афтаба каже Пері піти до її сестри і попросити дастархан («dəstərxanı») і сковорідку («tavasını») на весілля. Афтаб перехоплює Пері і радить їй, як діяти: пройти повз Торнбуш і компліментувати, компліментуючи річку з білою водою, компліментуючи басейн з чорної води, сказавши, що вона купається і плаватиме в ній, дістається до будинку своєї тітки і попросить Дастархана та сковороду; Поки вона йде до іншої кімнати, щоб заточити зуби, Пері — це вкрасти предмети і кинутися назад. Пері дотримується своїх вказівок до листа і краде Дартархана та сковороду, коли його тітка наказує своїм слугам зупинити дівчину безрезультатно. Нарешті, мати Афтаба влаштовує своє весілля зі своїм двоюрідним братом і розміщує свічки на капцях Пері, щоб дівчина висвітлила весільну пару. Пері страждає на палаючі на ногах, коли Афтаб обезголовлює його двоюрідним братом і кидає голову по кімнаті, бере свою людську дружину і обидва втечу з дому матері. Наступного ранку мати Афтаба знаходить свою племінницю мертвою, а пара пішла, і відправляє дочок за братом. По дорозі Афтаб і Пері перетворюються, щоб обдурити своїх переслідувачів: по-перше, у курку (його) зі своїми пташенятами (її); Потім, в моллу (його) і будинок (її); Нарешті, у дині (її) та садівника (його).

## Аналіз

### Казковий тип
Азербайджанська наука індексує казку як азербайджанську казку типу 428, «Div qarısının qulluğunda» («На службі у жінки Див»). В азербайджанському типі героїня виходить заміж за змію, яка є людським юнаком; переконана сестрами, вона спалює його зміїну шкіру, і він зникає; вона вдягає залізні черевики і йде за ним, зрештою знаходячи його в будинку жінки-Дів, якій вона повинна виконувати важкі завдання; за допомогою свого чоловіка героїня виконує завдання, потім обидві тікають у послідовності перетворень, їхнє третє перетворення — квітка (героїня) і змія, що обвилася навколо неї (чоловік-змія).
В азербайджанському покажчику народних казок азербайджанський тип 428 відповідає турецькому казковому типу 98. У Typen türkischer Volksmärchen («Турецький каталог народних казок») Вольфрама Ебергарда та Пертева Наїлі Боратава, турецький тип TTV 98, «Der Pferdemann» («Людина-кінь»), відповідав у міжнародній класифікації казці типу AaTh 425.
У своїй монографії про Амура і Психею шведський учений Jan-Öjvind Swahn визнав, що турецький тип 98 був підтипом 425A його аналізу, тобто «Амур і Психея», будучи «найстарішим» і містить епізод завдань відьми. Однак у міжнародному покажчику текст Свона позначено як тип ATU 425B, «Син відьми»: героїня виходить заміж за чоловіка у формі тварини, видає його таємницю та шукає його; після довгої подорожі вона знаходить його в будинку його матері, де вона змушена виконувати для неї важкі завдання, які вона виконує з таємною допомогою свого чоловіка.

### Комбінації
Відповідно до Покажчика азербайджанських народних казок, азербайджанський тип 428 можна знайти в поєднанні з іншим типом, азербайджанським типом 433*, «Şahzadə qıza aşiq olmuş ilan» («Змія, закохана в принцесу»): бідний чоловік знаходить яйце в дереві, яке вилуплює змію; Змія усиновлена людиною і виконує завдання царського короля; Змія виходить заміж за принцесу і видаляє свою зміїну шкіру вночі, стаючи гарною молоді.

### Мотиви
За словами шведського вченого Jan Öjvind Swahn, вивчення тварини як казок наречених, характерним мотивом, який виникає в районі «індоперській», є героїня, яка використовує кільце, щоб сигналізувати про її приїзд до чоловіка, коли вона знаходить його місцезнаходження.

#### Чарівний політ героїв
За словами Крістін Голдберг, деякі варіанти типу 425B показують як завершальний епізод «Чарівний політ», комбінацію, яка з'являється «спорадично в Європі», але «традиційно в Туреччині». Хоча цей епізод більш характерний для казки типу ATU 313 «Чарівний політ», деякі варіанти типу ATU 425B також показують його як завершальний епізод. Німецький літературний критик Вальтер Пухнер стверджує, що цей мотив був прикріплений до типу 425B як Wandermotiv («Мандрівний мотив»).

## Варіанти

### Шамсі-Камар
Азербайджанський фольклорист Hənəfi Zeynallı опублікував азербайджанську казку під назвою «Шамсі-Камар» («Шамсі-Камар» або «Сонце-Місяць»). У цій казці три дочки короля влаштовують свої шлюби: вони повинні відкинути три стріли навмання, побачити, де вони приземляються і одружуються з людиною, яка живе там, де стріляли. Двоє старших одружуються з сином візира і сином 'Векіли', а стрілка наймолодшої приземляється на кущ, де вона чекає поруч. З нього виходить змія і запрошує її до будинку, де він виймає зміїну шкіру, щоб виявити, що він-це людина на ім'я Шамсі-Камар, Альво попереджаючи, що вона не повинна сказати нікому його секрету, щоб їй не було носити пару залізних черевиків і ходити з залізною тростиною, поки вона знову не знайде його. Під час візиту її родини принцеса розповідає матері про зміїну шкіру, яку її мати горить у вогні. Шамсі-Камар входить до кімнати, наказує дружині і зникає. Принцеса дотримується його вказівок і блукає по всьому світу протягом семи років, поки її пара залізних черевиків не зношується. Поруч вона бачить, як деякі дівчата-слуги отримують воду для свого господаря, Шамсі-Камар. Принцеса кидає своє кільце на глечик, який відводяться до чоловіка, і він це помічає. Він приносить її додому на претензію на те, щоб мати її як служницю. Тоді його батько наказує їй отримати дрова в лісі. Її чоловік вчить її, як це виконувати: вона повинна ходити в ліс і кричати, що Шамсі-Камар помер, а дрова-для його піру. Тієї ночі його батько виходить заміж за Шамсі-Камара з іншою дівчиною, але принц вирушає на кухню, нагріває два казани води, бере їх і наливає гарячу воду на ошпарку на свою другу дружину. Потім він і принцеса врятуються на конях назад до її царства. Наприкінці казки його родина біжить за ними, але, не знайшовши їх, поверніть додому з порожніми руками. Упорядник класифікував казку як тип 425, а її джерело, зібране в 1930 році, визначив у Нахкраї (Нахічеванська Автономна Республіка).

### Дочка лісоруба
В азербайджанській казці з Нахічевані під назвою Odunçu qızı («Дочка лісоруба») бідняк має трьох дочок і збирає дрова на продаж. Одного разу на пакеті з'являється змія і вимагає однієї з дочок людини. Незважаючи на обіцянку виконати прохання змії, він ігнорує його і наступного дня проходить ще один маршрут для дров. Однак та сама змія зустрічається з чоловіком і повторює його вимогу. Чоловік повертається додому і пояснює ситуацію своїм дочкам: старші двоє відмовляються йти зі змією, врятуй наймолодшого. Дівчина керується місцем змії, і, здається, чоловік відводить її до великого будинку, палацу Дівів. Змія, в людській формі, приносить дівчину з собою до палацу. Казка пояснює, що він син Дів (гігантеса), і її заручили до дочки його тітки. Він дає їй мітлу і радить їй погодитися робити все, що просить її мати, але покликати його. Мати DIV наказує дівчині взяти з собою мітлу і наказати дівчині підмітати підлогу на весілля сина, таким чином, щоб жодне місце не було мокрим, і жодне місце не сухе — людина-змія використовує свої сили, щоб викликати легкий дощ і порив вітру для виконання завдання. Мати Дев підозрює, що її син це зробив, але приймає результат завдання. Пізніше вона пише лист до своєї сестри Дев з повідомленням про те, щоб з'їсти людську дівчину, коли вона приїжджає туди, а потім надсилає дівчину з листом до сестри Дев, щоб попросити тамбун. Чоловік-змія перехоплює дівчину, читає лист і радить їй винести лист, і коли його тітка відволікається заточуючи зуби, вона повинна взяти тамбун із полиці і поспішати назад. Дівчина робить так, як інструктувала, і тітка Дев кричить на неї повернутися. Нарешті, мати Дев влаштовує весілля сина зі своїм двоюрідним братом: вона притискає людську дівчину до стіни, кидає заклинання, щоб утримати її в такому положенні, і розміщує свічку між пальцями, щоб свічка плавилася і дівчинка горить. Сім'я Дев приносить двоюрідного брата зміїного чоловіка і вони одружуються. Вночі чоловік-змія скасовує заклинання своєї матері на людську дівчину, притискає свого двоюрідного брата до стіни і змушує її тримати свічку, а потім тікає з дівчиною. Наступного ранку сім'я Дев виявляє, що пара пішла, а двоюрідний брат згоріла до Сіндерс, і переслідує за ними. По дорозі чоловік-змія та дівчина розуміють, що їх переслідують і перетворюють на інші предмети, щоб обдурити їх: по-перше, в пень (дівчину) та змії, згорнуті навколо неї (чоловік); Далі, в басейн (його) і квітка, що плаває по ньому (дівчина). Його сім'я Дев не вдається їх знайти, і пара пробивається через пустелю в замкнутий замок. Дівчина вголос вимовляє 'Дозвольте мені бути мертвим', і входить у замок, чоловік-змія, що залишився на вулиці. Потім казка продовжується як інший тип казки.